# Deutsche Siebener-Rugby-Nationalmannschaft

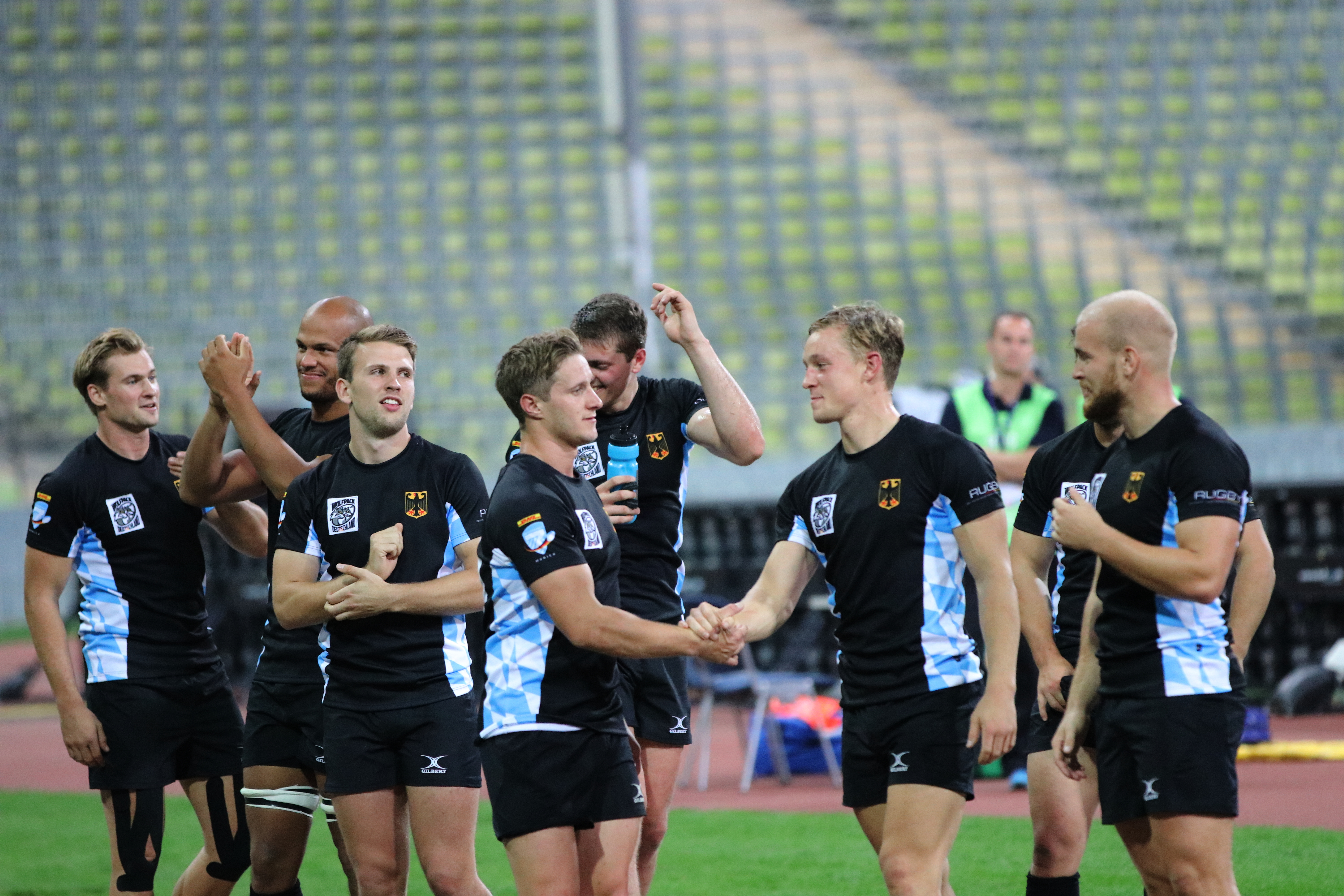
Die deutsche Siebener-Rugby-Nationalmannschaft bei den Oktoberfest Sevens in München 2017

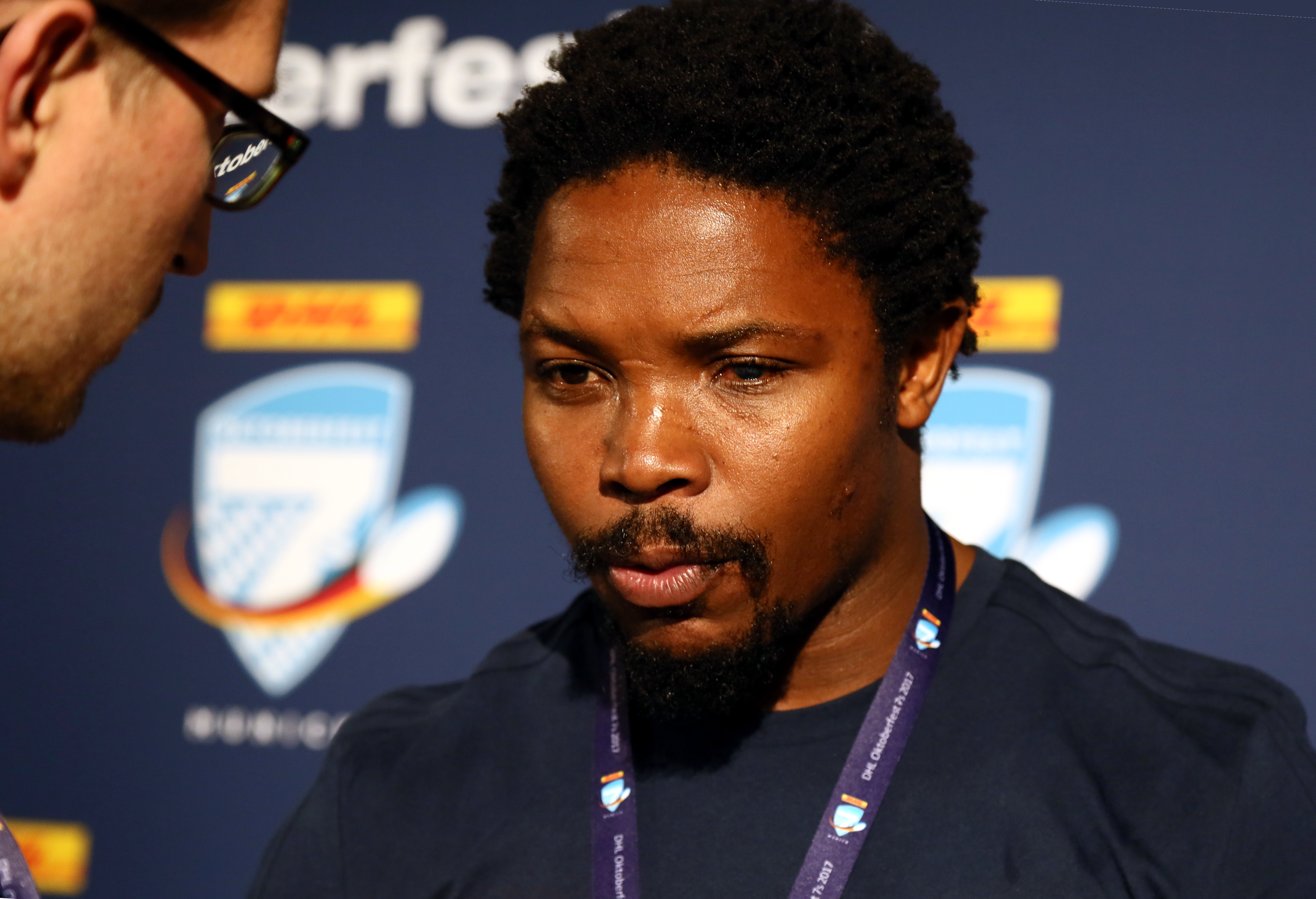
Bundestrainer Vuyo Zangqa 2017

Die deutsche Siebener-Rugby-Nationalmannschaft repräsentiert als Auswahlmannschaft des Deutschen Rugby-Verbandes (DRV) auf internationaler Ebene Deutschland im olympischen Siebener-Rugby. Der größte Erfolg der deutschen Nationalmannschaft ist der Gewinn der Europameisterschaft 2019.

## Geschichte
Gebildet wurde die deutsche Siebener-Rugby-Nationalmannschaft zu Ende der 1980er-Jahre, nachdem das Siebener-Rugby zunehmende Popularität innerhalb des Rugbysports erfuhr. Erste Spielpraxis sammelte Deutschland schließlich bei verschiedenen Einladungsturnieren. So konnte die Auswahl des DRV bei ihrer ersten Teilnahme an den renommierten Hong Kong Sevens 1990 das Bowl-Finale gegen Thailand gewinnen.
Für die erste Weltmeisterschaft 1992 konnte sich Deutschland nicht qualifizieren. Beim dazugehörigen Qualifikationsturnier im italienischen Catania schied die Nationalmannschaft nach der dritten Gruppenphase aus. Beim Qualifikationsturnier für die Weltmeisterschaft 1997 stieß Deutschland bis ins Plate-Finale vor. Ein Sieg dort hätte die erste Teilnahme an einer Weltmeisterschaft bedeutet, jedoch unterlag die Auswahl des DRV am Ende gegen Argentinien.
2000 nahm die Nationalmannschaft an zwei Stationen der neuen World Rugby Sevens Series teil. Bei den Punta del Este Sevens belegte sie in der Vorrunde den letzten Platz ihrer Gruppe. Nach Siegen über die USA und Spanien erreichte sie das Bowl-Finale, das sie jedoch gegen Frankreich verlor. Bei den Mar del Plata Sevens konnte die deutsche Auswahl zwar erstmals ein Spiel in der Vorrunde gewinnen, diesmal war aber bereits im Bowl-Halbfinale gegen Chile Schluss.
Zur Feier des 100-jährigen Bestehens des Deutschen Rugby-Verbands fand eines der europäischen Qualifikationsturniere für die Weltmeisterschaft 2001 in Heidelberg statt. Dort schied die Mannschaft jedoch nach der Gruppenphase als Zweiter hinter Irland aus.
2002 wurde erstmals die Europameisterschaft ausgetragen, Austragungsort war Heidelberg. Deutschland schnitt dabei deutlich besser als in der Vergangenheit der Nationalmannschaft ab und erreichte am Ende des Turniers den dritten Platz, was für 16 Jahre die beste Platzierung bleiben sollte. 2006 und 2010 verfehlte die Nationalmannschaft die Qualifikation für die Endrunde der Europameisterschaft. Nach der Neuordnung der Europameisterschaft im Jahr 2011 in mehrere Divisionen nahm die Auswahl des DRV zunächst in der zweiten Division teil, konnte sich aber mit dem ersten Platz den Aufstieg sichern. Seitdem ist Deutschland ununterbrochen Teil der ersten Division.
Mit der Aufnahme des Siebener-Rugbys in die Olympischen Sommerspiele 2016 wurde die Entwicklung der deutschen Nationalmannschaft deutlich stärker gefördert. Mehr Spielpraxis und Teilnahmen an internationalen Turnieren sowie ein Training auf höchstem Niveau waren die Folgen. Bei dem olympischen Qualifikationsturnier erreichte Deutschland schließlich das Halbfinale, schied dort jedoch gegen Samoa aus.
Der Erfolg der stärkeren Förderung stellte sich 2019 ein. Deutschland wurde zum ersten Mal Europameister im Siebener-Rugby. Mit dem Turniersieg beim zweiten Turnier der Rugby Europe Grand Prix Series im polnischen Łódź sicherte sich die Nationalmannschaft um Bundestrainer Vuyo Zangqa auch ein Ticket für die World Rugby Challenger Series. Das 2020 im chilenischen Viña del Mar ausgetragene Turnier gewann Deutschland schließlich im Finale gegen eine Auswahl aus Hongkong. Die gesamte Challenger-Series entschied Japan für sich, nachdem das Qualifikationsturnier in Hongkong auf Grund der COVID-19-Pandemie ausfallen musste. Der Weltverband entschied daneben noch, dass es zur folgenden Saison keine Absteiger geben würde und erklärte Japan zum einzigen Aufsteiger.
Das langfristige Ziel der Nationalmannschaft ist ein fester Platz in der World Rugby Sevens Series und eine Qualifikation für die Olympischen Sommerspiele 2024 in Paris. Dafür wurde im Herbst 2019 der Trainer Damian McGrath gewonnen, nachdem Vuyo Zangqa aus persönlichen Gründen das Traineramt aufgegeben hatte.
Im April 2022 trennten sich der DRV und Trainer Damian McGrath, woraufhin der Posten des Nationaltrainers gleich von zwei Trainern besetzt wurde. Mit Clemens von Grumbkow und dem ehemaligen Kapitän der südafrikanischen Siebener-Nationalmannschaft Philip Snyman als Trainerduo geht das deutsche Team im Sommer 2022 die Aufgaben Europameisterschaft, WM-Qualifikation und die Qualifikation für die World Rugby Sevens Series an.
Bei der Europameisterschaft 2022 belegte das deutsche Team mit einem ersten Platz im ersten Turnier in Lissabon und einem dritten Platz im zweiten Turnier Krakau insgesamt den zweiten Platz hinter Spanien. Im Hinblick auf das anstehende WM-Qualifikationsturnier wurden in Krakau einige Stammspieler geschont und jungen Spielern Spielzeit gegeben.
Am 16./17. Juli 2022 konnte sich die deutsche Siebener-Rugby-Nationalmannschaft beim Qualifikationsturnier in Bukarest erstmals überhaupt erfolgreich für die Siebener-Rugby-Weltmeisterschaft 2022 in Kapstadt qualifizieren. Bei der Siebener WM verlor Deutschland das Vorrundenspiel gegen Chile, sodass es in den restlichen Spielen nur noch um die Plätze 17 bis 24 ging. Nach Siegen über Portugal und Tonga musste sich Deutschland im letzten Spiel Uganda geschlagen geben und belegte damit den 18. Platz.
Nachdem Snyman nach der WM in sein Heimatland Südafrika zurückkehrte, um dort den Cheftrainerposten der Blitzboks zu übernehmen, wurde am 17. Oktober 2022 der Portugiese António Aguilar als Nachfolger verkündet. Clemens von Grumbkow vervollständigt das gleichberechtigte Trainerduo mit Aguilar.

## Aktuelles

### Kader
Die folgenden Spieler bildeten den Kader in Lissabon für die Siebener-Rugby-Europameisterschaft 2022:
| Spieler               | Verein               |
| --------------------- | -------------------- |
| Anjo Buckman          | TSV Handschuhsheim   |
| Bastian van der Bosch | RG Heidelberg        |
| Jonathon Dawe         | vereinslos           |
| Niklas Koch           | SC Germania List     |
| Samuel Rainger        | RK Heusenstamm       |
| Fabian Heimpel        | RG Heidelberg        |
| Carlos Soteras Merz   | RG Heidelberg        |
| Ben Ellermann         | FC St. Pauli         |
| Howard Packman        | Blackheath Rugby     |
| Leon Hees             | RK Heusenstamm       |
| Jack Hunt             | Terenure College RFC |
| Tim Lichtenberg       | RG Heidelberg        |
| Chris Umeh            | Berliner RC          |

## Organisatorisches

### Unterstützung der Kaderathleten

#### Sportfördergruppe der Bundeswehr
Insgesamt acht männliche Rugbyspieler des Deutschen Rugby-Verbands dienen in der Sportfördergruppe der Bundeswehr und sind damit Profispieler in der olympischen 7er-Variante.

#### Studien-Förderung der Deutschen Bank und der Sporthilfe
25 männliche Sportler und Sportlerinnen im Olympischen 7er-Rugby werden seit 2014 von der Stiftung Deutsche Sporthilfe mit einem monatlichen Förderbetrag von 200 € (B-Kader) bis 300 € (A-Kader) unterstützt. Doch da der Sporthilfe in besonderem Maße an der Förderung der dualen Karriere der jungen Sportler gelegen ist und die Vereinbarkeit von Leistungssport und Studium nicht einfach ist, werden alle Studenten (ab dem 3. Semester) darüber hinaus durch das Sport-Stipendium der Deutschen Bank unterstützt.

## Bilanzen

### Europameisterschaften
| Jahr | Ort                                    | Division    | Platz              |
| ---- | -------------------------------------- | ----------- | ------------------ |
| 2002 | Heidelberg                             | –           | 3.                 |
| 2003 | Heidelberg                             | –           | 4.                 |
| 2004 | Palma                                  | –           | 15.                |
| 2005 | Moskau                                 | –           | 6.                 |
| 2006 | Moskau                                 | –           | nicht qualifiziert |
| 2007 | Moskau                                 | –           | 10.                |
| 2008 | Hannover                               | –           | 7.                 |
| 2009 | Hannover                               | –           | 9.                 |
| 2010 | Moskau                                 | –           | nicht qualifiziert |
| 2011 | Danzig, Heidelberg                     | 2. Division | (2) 1.             |
| 2012 | Lyon, Moskau, Odense                   | 1. Division | 11.                |
| 2013 | Lyon, Bukarest                         | 1. Division | 11.                |
| 2014 | Lyon, Moskau, Manchester, Bukarest     | 1. Division | 10.                |
| 2015 | Moskau, Lyon, Exeter                   | 1. Division | 5.                 |
| 2016 | Moskau, Exeter, Gdynia                 | 1. Division | 4.                 |
| 2017 | Moskau, Lodz, Clermont-Ferrand, Exeter | 1. Division | 5.                 |
| 2018 | Moskau, Marcoussis, Exeter, Lodz       | 1. Division | 2.                 |
| 2019 | Moskau, Lodz                           | 1. Division | 1.                 |
| 2021 | Lissabon, Moskau                       | 1. Division | 2.                 |
| 2022 | Lissabon, Krakau                       | 1. Division | 2.                 |
| 2023 | Algarve, Hamburg                       | 1. Division | 7.                 |
| 2024 | Makarska, Hamburg                      | 1. Division | 3.                 |
| 2025 | Makarska, Hamburg                      | 1. Division | 5.                 |